# James Donlan
James Donlan, (San Francisco, 23 de julio de 1888 – Hollywood, 7 de junio de 1938), fue un actor estadounidense, que trabajó en 107 filmes entre 1929 y 1939.
Murió a los 49 años, víctima de una crisis cardíaca. La actriz Yolande Donlan es su hija.

## Filmografía parcial
- 1929 : Big News de Gregory La Cava : Deke
- 1930 : Danger Lights de George B. Seitz
- 1930 : The Sins of the Children
- 1932 : Back Street de John M. Stahl
- 1932 : Men of Chance
- 1932 : Tête brûlée (Airmail) de John Ford : Passager passant des cigares
- 1932 : Penguin Pool Murder de George Archainbaud : Fink, le garde de sécurité
- 1933 : Le Roi de la bière (What! No Beer?) de Edward Sedgwick : Al
- 1933 : The Avenger de Edwin L. Marin : Durant
- 1934 : Now I'll Tell de Edwin J. Burke : Honey Smith
- 1934 : Patte de chat (The Cat's-Paw) de Sam Taylor : Red, le reporter
- 1934 : Ce n'est pas un péché (Belle of the Nineties) de Leo McCarey : Kirby
- 1935 : Toute la ville en parle (The Whole Town's Talking) : de John Ford : Howe
- 1935 : Romance in Manhattan de Stephen Roberts : Mr. Harris